# Andreea Stavila
Andreea Stavila (* 13. Dezember 2000) ist eine moldauische Leichtathletin, die im Mittel- und Langstreckenlauf sowie im Hindernislauf an den Start geht.

## Sportliche Laufbahn
Erste internationale Erfahrungen sammelte Andreea Stavila im Jahr 2019, als sie bei den U20-Balkan-Meisterschaften in Cluj-Napoca in 11:93,95 min den fünften Platz über 3000 m Hindernis belegte. Im Jahr darauf gelangte sie bei den Balkan-Meisterschaften ebendort mit 11:40,05 m auf Rang sechs und 2021 wurde sie bei den Balkan-Meisterschaften in Smederevo mit 11:18,35 min Neunte im Hindernislauf. 2022 belegte sie bei den Balkan-Meisterschaften in Craiova in 10:28,26 min den siebten Platz. Im Jahr darauf wurde sie bei der 2. Liga der Team-Europameisterschaft im Rahmen der Europaspiele in Chorzów in 10:02,03 min Fünfte im Hindernislauf, ehe sie bei den Balkan-Meisterschaften in Kraljevo in 4:36,99 min den achten Platz im 1500-Meter-Lauf belegte und über 3000 m Hindernis mit 10:03,72 min auf Rang vier gelangte. 2024 gewann sie bei den Balkan-Meisterschaften in Izmir in 9:52,90 min die Bronzemedaille im Hindernislauf hinter der Albanerin Luiza Gega und Derya Kunur aus der Türkei und belegte über 1500 Meter in 4:27,88 min den sechsten Platz. Kurz darauf verpasste sie bei den Europameisterschaften in Rom mit 9:45,35 min den Finaleinzug. Im Jahr darauf wurde sie bei der 3. Liga der Team-Europameisterschaft in Maribor in 9:55,81 min Dritte im Hindernislauf und belegte dann bei den World University Games in Bochum in 9:47,66 min den sechsten Platz.
In den Jahren von 2020 bis 2022 wurde Stavila moldauische Meisterin im 3000-Meter-Hindernislauf sowie 2022 auch im 800-Meter-Lauf und 2024 und 2025 über 1500 Meter. Zudem wurde sie 2021 und 2022 Hallenmeisterin über 2000 m Hindernis und 2024 über 3000 Meter.

## Persönliche Bestleistungen
- 800 Meter: 2:17,83 min, 29. Mai 2022 in Chișinău
- 1500 Meter: 4:23,7 min, 7. Juni 2025 in Chișinău
  - 3000 Meter (Halle): 9:55,19 min, 17. Februar 2024 in Chișinău
- 3000 m Hindernislauf: 9:45,35 min, 7. Juni 2024 in Rom
  - 2000 m Hindernislauf (Halle): 7:03,01 min, 6. Februar 2021 in Chișinău